# Desigualdad económica en Corea del Sur
La desigualdad económica en Corea del Sur es un problema importante. Según datos de la década de 2010, las personas con bajos ingresos representan el 40% de toda la población activa de Corea del Sur. Por el contrario, las personas con mayores ingresos sólo representan el 1-1,3% de la población activa. En general, el 98,7% de los surcoreanos ganan menos de ₩90 millones (77.229,52 dólares) al año.
Muchos surcoreanos, especialmente los de la generación más joven, sienten que no se benefician durante los periodos de crecimiento económico, y han criticado la situación socioeconómica cada vez más difícil y la estratificación de clases en el país, apodándolo como el "infierno de Joseon". También se han descrito a sí mismos como parte de la generación Sampo, por la que han renunciado al noviazgo, al matrimonio y a tener hijos debido al alto coste de la vida y al desempleo, y, en consecuencia, a la generación N-po.
Además, gran parte de la desigualdad económica del país puede atribuirse al dominio de los chaebols (coreano: 재벌; lit. "familia rica"), que también han sido considerados por muchos surcoreanos como muy corruptos e influyentes en el sistema político. Su dominio también es probable que dure y engendra el riesgo de frenar la transformación de la economía surcoreana en beneficio de las generaciones futuras.
El país también tiene los niveles más altos de pobreza entre los ancianos en el mundo desarrollado. En 2018, cerca de la mitad de los ancianos del país vivían en la pobreza, tres veces la media de la OCDE, y muchos de ellos no tenían hogar.

## Contexto actual
Entre otros países de la OCDE, Corea del Sur está relativamente bien posicionado al considerarse indicadores como el coeficiente de Gini y el índice de Palma (o palma ratio del inglés), especialmente cuando se compara limitadamente a países con poblaciones similares.
Sin embargo, la polarización de ingresos o bien, la brecha entre ingresos no ha disminuido de acuerdo al estímulo del FMI, reflejando que la situación se ha estado agravando desde el 2018.
En 2014, el índice de brecha de pobreza era del 39%, ocupando el tercer lugar entre los países de la OCDE. Según Wells X, las 1390 personas con mayores ingresos del país acaparan activos con un valor de 270 billones de wones, en comparación a la cifra del presupuesto nacional.
En 2020, la pandemia del COVID-19 agravó la desigualdad económica en Corea del Sur. Políticamente, el presidente de Corea del Sur, Moon Jae-in atribuyó a la profundización de la brecha económica entre personas de altos y bajos ingresos durante el periodo de la pandemia.
La siguiente tabla muestra el número de personas e ingresos por salario anual en Corea.
| Clasificación                         | Cantidad de población | Porcentaje del total de trabajadores | Ingresos salariales     | Porcentaje del total de ingresos salariales |
| ------------------------------------- | --------------------- | ------------------------------------ | ----------------------- | ------------------------------------------- |
| 10 millones de wones o menos          | 4.51M                 | 31.6%                                | 21.0 billones de wones  | 5.70%                                       |
| 12 millones de wones o menos          | 5.41M                 | 37.8%                                | 31.3 billones de wones  | 8.47%                                       |
| 30 millones de wones o menos          | 9.90M                 | 69.3%                                | 123.0 billones de wones | 33.28%                                      |
| 45 millones de wones o menos          | 11.89M                | 91.4%                                | 123.0 billones de wones | 47.15%                                      |
| 60 millones de wones o menos          | 13.06M                | 91.7%                                | 260.2 billones de wones | 70.41%                                      |
| 80 millones de wones o menos          | 13.82M                | 97.4%                                | 313.1 billones de wones | 84.72%                                      |
| 100 millones de wones o menos         | 14.09M                | 98.6%                                | 337.4 billones de wones | 91.30%                                      |
| Por encima de los 100 millones de won | 0.19M                 | 1.4%                                 | 32.2 billones de wones  | 8.70%                                       |
| SUMA                                  | 14.29M                | 100%                                 | 369.6 billones de wones | 100.00%                                     |

## Contrargumento
En 2019, un artículo publicado en Xinhua afirmaba que la política de crecimiento económico impulsada por el Gobierno influyó en el descenso del índice de Gini (al descender el indice desciende la desigualdad económica) de Corea del Sur con respecto al 2018. Sin embargo, es importante mencionar que la cifra solo ha mejorado debido al lento crecimiento económico entre la población con altos ingresos.
La película Parásito mundialmente conocida del 2019, mostraba la drástica desigualdad económica entre las personas privilegiadas y desprivilegiadas en Corea del Sur, que no necesariamente refleja la realidad en el país. Por otro lado, el 1% de las personas con mayores ingresos de Estados Unidos obtienen el 20% de los ingresos del país, mientras que la proporción es menor en Corea del Sur, ya que el 12,2 % de la población obtiene el mismo porcentaje de los ingresos totales de Corea del Sur.

## Problemas creados por la desigualdad económica
La polarización o desigualdad económica evidentemente crea muchos problemas. Algunos de los siguientes son más evidentes en Corea del Sur:

### Efectos sobre la juventud surcoreana
La desigualdad económica suele estar vinculada a una movilidad social escasa o limitada, una situación que puede infundir un sentimiento de desesperanza entre la juventud surcoreana. La apuesta o gambling, aunque extremadamente limitada debido a las condiciones legales del país, puede ser una peligrosa fuente de endeudamiento para la población susceptible a la ludopatía y la adicción al juego. En 2017, la disponibilidad de criptomonedas en Corea del Sur, junto con la falta de salidas legales para la apuesta, contribuyó a los problemas de ludopatía y endeudamiento asociado.

## Causas
Las causas de la desigualdad económica varían gradualmente sin embargo, en Corea se habla principalmente de las siguientes:

### Desigualdad política
En su libro El Gran Nivelador, Scheidel afirmó que la desigualdad política crea desigualdad económica. En el libro, el autor decía: "Tal como se ha formado históricamente la nación, el poder público se ha concentrado en unas pocas personas. En términos de jerarquía, se trata de una estructura en forma de aguja muy afilada. Estas desigualdades políticas han fomentado la desigualdad económica".
En la tesis de 2016 de la Universidad de Hanyang, se realizó una encuesta sobre la percepción de la desigualdad económica entre generaciones. En el documento, el 70 por ciento de las personas responsabilizaron al Gobierno de no haber conseguido reducir la brecha de ingresos. Así que muchos autores modernos afirman que la política de desigualdad del Gobierno actual no posee un buen enfoque relacionado con la reducción de la brecha entre personas de altos y bajos ingresos.

### Deterioro del empleo
La situación de pobreza de las personas con bajos ingresos ha estado empeorando debido al deterioro a largo plazo de la tasa de empleo en Corea del Sur. Por lo cual, el Gobierno ha intentado aumentar la tasa de empleo cada vez en los últimos años, sin embargo aún no se han obtenido resultados. En un artículo publicado en el Korean Times (2018), el FMI dijo que la desigualdad entre ingresos de Corea era la más preocupante entre 22 países de Asia y el Pacífico. En el mismo artículo, se mencionó que el crecimiento económico de la nación está incrementando exponencialmente. Por otro lado, se menciona de igual manera la desigualdad existente considerando los ingresos de los hogares dada la dificultad de encontrar trabajo considerando al rango de población joven en búsqueda de empleo.

## Soluciones
Una solución propuesta para salvar la brecha entre personas con altos y bajos ingresos es el establecimiento de una red de seguridad social universal. La proporción del gasto público en bienestar social de Corea del Sur es una de las más bajas de los países de la OCDE. Por lo tanto, es necesario resolver la brecha entre ricos y pobres.
El Estado ya ha intentado salvar la desigualdad de ingresos así como la brecha entre familias de altos y bajos ingresos mediante la intervención en el mercado sin debilitar la fluidez del sistema económico de libre mercado.
Como política económica representativa para resolver la desigualdad de ingresos, Corea tiene una política de crecimiento impulsado por los ingresos, y los fondos de apoyo a las catástrofes de todo el mundo preparados debido a los daños económicos causados por el Covid-19; los cuales pueden considerarse como esfuerzos hechos para salvar la brecha entre ricos y pobres a corto plazo así como en términos numéricos, donde se garanticen ingresos básicos o promedios a las familias con bajos ingresos.
Un trabajo de licenciatura de la Universidad de Corea (2018) realizó un estudio sobre cómo las políticas de bienestar social influían positivamente contra la desigualdad económica. En 1990, los ingresos del 10 % más ricos de la población eran unas 6,6 veces superiores a los del 10 % más pobre. A partir de 2016 esto ha aumentado aproximadamente 10 veces.
A pesar de que el concepto universal de bienestar social es cada vez más importante en el siglo XXI, la desigualdad económica sigue aumentando. En el documento se citan dos países como: Suecia, que desarrolló la competitividad industrial basada en el mercantilismo antes de implantar el bienestar social, y el Reino Unido, que mantuvo un equilibrio entre la competitividad industrial y la eficiencia del bienestar. El documento afirmaba que la pensión pública de Corea y el sistema básico de seguridad de los medios de subsistencia requerían más recursos financieros. En cuanto a la seguridad sanitaria, era necesario apoyar en primer lugar a la clase de bajos ingresos para asegurar la previsión laboral. Asimismo, se debe mencionar que con el fin de complementar y desarrollar continuamente la competitividad industrial, es necesario que la educación ofrezca oportunidades justas y descubra nuevos talentos. También se afirma que es necesario dividir a la clase de bajos ingresos de Corea en receptores de asistencia social así como a la clase directamente superior con el fin de que la población no sienta un decrecimiento de motivación para trabajar.